# Пирамида капиталистической системы
«Пирамида капиталистической системы» (англ. Pyramid of Capitalist System) — принятое название критикующей капитализм американской карикатуры 1911 года, основанной на русской листовке художника Николая Лохова, впервые выпущенной в 1901 году. Карикатура обыгрывает тему социальной стратификации социальным классом и экономическим неравенством. Работу характеризовали как «знаменитую», «известную и широко повторённую».
Она была опубликована в газете организации «Индустриальные рабочие мира» Industrial Worker (The International Publishing Co., Кливленд, Огайо, США) в 1911 году, авторами были названы «Неделькович, Брашич и Кухарич».
Изображение показывает «социальную пирамиду» в буквальном смысле — иерархию с немногими богатыми наверху и бедными массами внизу пирамиды. Пирамида увенчана мешком с деньгами, который представляет собой капитализм; верхний этаж, We rule you (с англ. — «Мы правим вами»), занят членами королевских семей и лидерами государств. Под ними духовенство (We fool you, с англ. — «Мы дурачим вас»), после чего идёт армия (We shoot at you, с англ. — «Мы стреляем в вас») и буржуазия (We eat for you, с англ. — «Мы едим за вас»). Низ пирамиды удерживается работниками (We work for all… We feed all, с англ. — «Мы работаем за всех… Мы кормим всех»).
Работа основана на карикатуре Николая Лохова 1901 года для Союза русских социалистов, обыгрывающей социальную иерархию Российской империи. Оригинальное изображение показывало рабочих, поддерживающих пирамиду на согнутых спинах, со стансом: «Но настанетъ пора — возмутится народъ, / Разогнетъ он согбенную спину, / И дружнымъ, могучимъ напором плеча / Опрокинетъ он эту махину».
Значимые отличия между российским оригиналом 1900 года и американской производной работой 1911 года включают в себя замену чёрного орла Российской империи мешком денег, царя и царицы — более обобщённой тройкой людей (монархом и правителями в костюмах), двух из трёх православных духовных лиц — на католического кардинала и протестантского пастора, и Русской императорской армии — на более обобщённую группу солдат. Отсутствует и революционный призыв. На обеих карикатурах упавший ребёнок или ребёнок-рабочий символизируют бремя рабочих. Другим общим элементом является красный флаг, поднятый среди рабочих и символизирующий зарождение социалистического движения.
Общий посыл карикатуры — критика капиталистической системы с её иерархией силы и богатства. Она также показывает, что рабочий класс поддерживает все другие, и если он перестанет поддерживать систему, то развалит существующий общественный порядок. Этот тип критики капитализма приписывается французскому социалисту Луи Блану.